# Juan Sánchez Barba

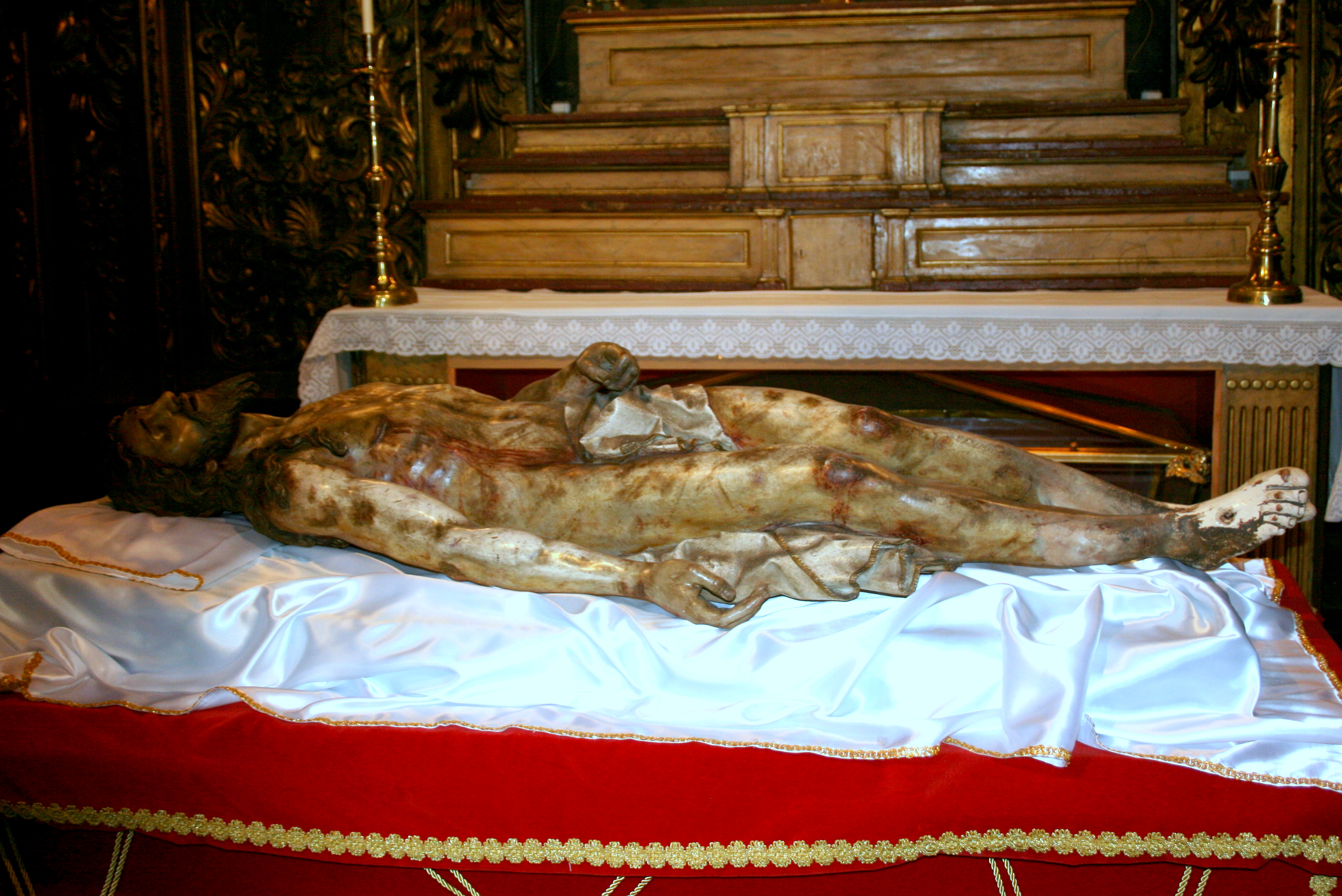
Cristo Yacente, Madrid, parroquia del Carmen y San Luis.

Juan Sánchez Barba (Madrid, 16 de noviembre de 1602-24 de agosto de 1673), fue un escultor barroco español especializado en la talla de imágenes para retablos o exentas, primordialmente en madera. La gran calidad del reducido número de obras de Sánchez Barba que se han conservado, hace más lamentable la pérdida de buena parte de las documentadas.

## Biografía
Su padre, Sebastián Sánchez, maestro de obras con algunos trabajos para la Corte, falleció en 1607 cuando Juan, el menor de sus seis hijos, apenas había cumplido los cinco años. Se formó en el taller de su cuñado Antonio de Herrera, casado ese mismo año con la hermana mayor de Juan, Sebastiana, padres de Antonio y Sebastián Herrera Barnuevo. Antonio de Herrera, escultor del rey, nombramiento que obtuvo no antes de 1622, y desde 1627 aparejador de carpintería de las obras reales, dirigía a la vez un próspero taller con el que llegó a ejercer un dominio casi absoluto sobre la contratación de retablos en las iglesias madrileñas, en lo que tuvo como único rival a Alonso Carbonel, arquitecto predilecto del conde-duque de Olivares y hermano de Ginés Carbonel, pintor y dorador quien, a su vez, estaba casado con otra de las hermanas de Juan, María. Esta red de lazos familiares se iba a incrementar aún con el matrimonio de la tercera hermana, Anastasia, con el ensamblador Bernabé Cordero. Juan Sánchez Barba creció a la sombra del cuñado, residiendo en su casa y especializándose en labores de imaginería, sin dar el salto a la contratación de obra propia hasta 1634, cuando aparece contratando un trono para una Virgen y un Crucifijo con destino a la iglesia del Hospital de Antón Martín.
En 1635, independizado ya, Antonio de Herrera le cedió una de las cinco esculturas en piedra que tenía contratadas para la ermita de San Jerónimo en los jardines del Buen Retiro, una escultura menor que el natural de Venus y Adonis, no conociéndosele otros trabajos en piedra, aunque quizá lo fuera también el San Bruno que le atribuyó Antonio Palomino en la ermita de su advocación, dentro también del Buen Retiro. 

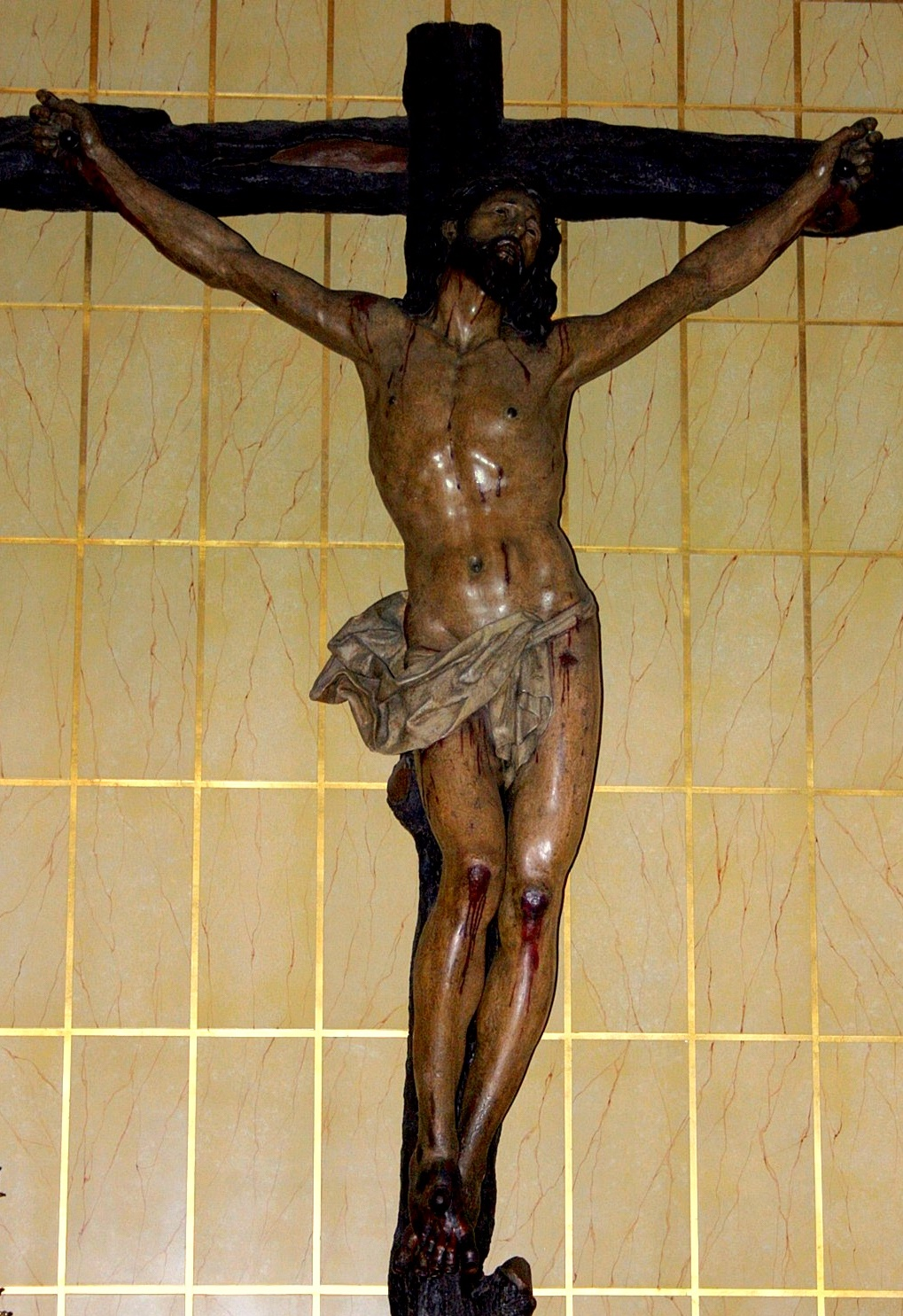
Cristo de la Agonía, Madrid, Oratorio del Caballero de Gracia

Tras la muerte del cuñado en 1646, se documenta a Sánchez Barba trabajando en las decoraciones efímeras para la entrada de la reina Mariana de Austria (1649), en compañía ahora de su sobrino Sebastián de Herrera Barnuevo. Para entonces su fama como escultor de imágenes estaba consolidada, aunque nunca diera el paso de ocuparse de obras de mayor envergadura (retablos), para las que carecía de formación o de medios. En 1652 Pedro de la Torre, ensamblador y arquitecto, contrató el retablo de la capilla del beato Simón de Rojas en la iglesia de la Trinidad, obligándose contractualmente a que las esculturas fuesen de mano de Manuel Pereira o de Sánchez Barba «y no de ningún otro». La misma condición se impuso a Juan de Ocaña, ensamblador, que en 1661 contrataba un retablo para el convento de la Merced, lo que da buena prueba del reconocimiento que había alcanzado. De la información facilitada por Palomino, que atribuyó a Sánchez Barba los dos santos de los altares colaterales, parece desprenderse además que, al menos en este último caso, fue preferido antes que Pereira. 
Entre 1656 y 1657 trabajó en el grupo de la Virgen del Carmen entregando el escapulario a San Simón Stock y en los bultos de San Andrés Corsino y San Pedro Tomás, que habían de ocupar los nichos del retablo mayor de la iglesia del Carmen Calzado, actual parroquia del Carmen y San Luis de Madrid. Sánchez Barba tuvo una relación especialmente afectiva con esta orden en sus dos ramas, legando en su testamento a un fraile de este convento una talla de la Inmaculada Concepción, «por el mucho afecto que le tiene», talla que aún llegó a ver Elías Tormo en la última capilla de la derecha. Para la capilla de San Isidro en San Andrés se le encargaron en 1659 ocho Virtudes, destruidas al ser incendiadas la iglesia y la capilla con todas sus obras de arte en 1936. De nuevo, en 1663, a Pedro de la Torre se le impuso como condición en el contrato del retablo de la capilla del Santísimo Cristo de la Salud en el Hospital de Antón Martín, que las estatuas de la Virgen y San Juan las hiciese Sánchez Barba. Como las trazas del retablo pertenecen a Sebastián Herrera Barnuevo, cabe suponer que éste influyese en la elección. En 1668 cobró de Teresa Sarmiento de la Cerda, IX duquesa de Béjar 5 000 reales por dos esculturas de la Virgen del Carmen y de San José que había hecho para su capilla de Nuestra Señora de la Buena Muerte en el convento del Espíritu Santo.
Más noticias referidas a su obra se encuentran en su testamento, fechado en agosto de 1673. Dejaba su casa a los carmelitas descalzos del convento de San Hermenegildo, donde quería ser enterrado, como pago de una capellanía y memoria perpetuas. Además legaba al prior una talla de un Ecce Homo y a su confesor, del mismo convento, un Cristo en la cruz. Para este convento declaraba haber hecho dos tallas de Santa Teresa y de San Alberto por las que aún no había cobrado y pedía que se hiciese. También estaba por cobrar una parte del San José con el Niño que había hecho para los carmelitas descalzos de Alcalá de Henares. A su sobrino y testamentario fray Alonso Carbonel, prior de Santo Tomás, le dejaba una Santa Rosa «por el mucho amor que le tengo», y aún quedaban en la testamentaria una Caída camino del Calvario con Simón Cireneo, un par de Niños Jesús, otros dos Crucifijos, un Cristo muerto de tamaño natural y dos más de menor tamaño, además de una estatua fingiendo piedra, con su lanza, como las que se empleaban para las decoraciones efímeras en las que, como ya se ha dicho, participó en alguna ocasión.

## Obra conservada
En la actual parroquia del Carmen y San Luis de Madrid, anteriormente iglesia del convento del Carmen Calzado, el primitivo retablo mayor de Sebastián de Benavente fue sustituido en el siglo XIX, pero se conservaron la pintura de la Trinidad de Antonio de Pereda y las tallas de Sánchez Barba. En la guerra civil española, profanada la iglesia, se perdió la figura de san Simón Stock y otra de las tallas que formaban el retablo, además de la Inmaculada Concepción mencionada por Tormo en una capilla. Perdido el efecto escenográfico que tenía el conjunto, del que es posible hacerse una idea únicamente aproximada por una pintura al óleo de Gabriel Antonio Corvoysier fechada en 1697 (Museo del Prado), así como por el grabado que le dedicó en la centuria siguiente Juan Bernabé Palomino, ahora solo cabe analizar la imagen aislada de la Virgen del Carmen, en la que Martín González percibe ecos de Gregorio Fernández en las revueltas masas de pliegues de la capa a los lados. 
Tras la guerra, sin embargo, apareció en la misma iglesia un bello Cristo yacente en talla exenta, dañada por hachazos, que había pasado inadvertida anteriormente y que fue atribuida inmediatamente a Sánchez Barba por María Elena Gómez Moreno. Otra talla muy semejante, algo afeada por la policromía y también ignorada hasta después de 1939, se encuentra en la iglesia de San José, que lo fue del convento de San Hermenegildo, en el que Sánchez Barba quiso ser enterrado. Consta que en 1650 el escultor se obligó a realizar una imagen del yacente de tamaño natural a imitación del que se encontraba en la Casa Profesa de los jesuitas en Madrid, obra de Gregorio Fernández. Pero estos yacentes de Sánchez Barba, con los que se ha querido relacionar aquel encargo, se apartan del modelo del vallisoletano en muchos aspectos. Mayor semejanza guarda el de la parroquia de Nuestra Señora de la Asunción de Navalcarnero, al que se le han serrado los brazos para la ceremonia del Descendimiento, atribuido recientemente a Sánchez Barba por José Luis Blanco Mozo. 
A pesar de no estar documentados, la autoría de estos yacentes no se ha puesto en duda por su proximidad a la obra que más fama ha dado a Sánchez Barba: el Cristo de la Agonía actualmente en el Oratorio del Caballero de Gracia y anteriormente en el convento de los Padres Agonizantes de San Camilo de Lelis, en la calle de Fuencarral de Madrid. Bello desnudo natural, de suave factura, con el cuerpo levemente arqueado, la mirada dirigida al cielo y la boca entreabierta en gesto suplicante. De una fecha tardía, 1672, es la última de sus obras conocidas. Se trata de otro Cristo crucificado, esta vez muerto y de menor tamaño, conservado en la Iglesia de San Antonio de los Alemanes.